# پروییت تیلور وینس
پروییت تیلور وینس (انگلیسی: Pruitt Taylor Vince؛ زادهٔ ۵ ژوئیهٔ ۱۹۶۰) یک هنرپیشه اهل ایالات متحده آمریکا است. او بیشتر برای ایفای نقش در فیلم‌های مشهوری چون افسانه‌ی ۱۹۰۰، هویت و کنستانتین شناخته می‌شود.
وینس در بیشتر طول عمرش حالتی از حرکات غیر ارادی در چشم های خود داشته است که نیستاگموس نامیده می‌شود. اون سعی کرده است از این ویژگی در بازی‌هایش سود ببرد.

## گزیده فیلمشناسی
از فیلم‌ها یا برنامه‌های تلویزیونی که وی در آن نقش داشته‌است می‌توان به آثار زیر اشاره کرد.
- قلب فرشته (۱۹۸۷)
- مردم محجوب (۱۹۸۷)
- بارفلای (فیلم) (۱۹۸۷)
- داغ سرخ (۱۹۸۸)
- میسیسیپی می‌سوزد (۱۹۸۸)
- کی-۹ (فیلم) (۱۹۸۹)
- از ته دل وحشی (۱۹۹۰)
- ترس (فیلم ۱۹۹۰) (۱۹۹۰)
- بیا بهشت را ببین (۱۹۹۰)
- نردبان یعقوب (فیلم) (۱۹۹۰)
- جی‌اف‌کی (۱۹۹۱)
- قاتلین بالفطره (۱۹۹۴)
- هیچ‌کس احمق نیست (۱۹۹۴)
- سنگین (۱۹۹۵)
- دختران زیبا (فیلم) (۱۹۹۶)
- پرونده‌های ایکس (۱۹۹۶)
- پایان خشونت (۱۹۹۷)
- دکتر دولیتل (فیلم ۱۹۹۸) (۱۹۹۸)
- افسانه ۱۹۰۰ (۱۹۹۸)
- مامفورد (۱۹۹۹)
- پرستار بتی (۲۰۰۰)
- سلول (فیلم ۲۰۰۰) (۲۰۰۰)
- سیمون (۲۰۰۲)
- به‌دام‌افتاده (۲۰۰۲)
- ۱۳ ماه (۲۰۰۲)
- هویت (۲۰۰۳)
- هیولا (فیلم ۲۰۰۳) (۲۰۰۳)
- آلیاس (۲۰۰۳)
- سی‌اس‌آی (۲۰۰۴)
- کنستانتین (فیلم) (۲۰۰۵)
- در مه الکتریکی (۲۰۰۹)
- ددوود (۲۰۰۵–۲۰۰۶)
- دکتر هاوس (۲۰۰۶)
- پژواک (فیلم ۲۰۰۸) (۲۰۰۸)
- دان مک‌کی (۲۰۰۸)
- برگ‌های علف (فیلم) (۲۰۰۹)
- منتالیست (۲۰۱۳–۲۰۱۰)
- کاغذ مگس‌کش (فیلم ۲۰۱۱) (۲۰۱۱)
- رانندگی جنون (۲۰۱۱)
- درون (فیلم) (۲۰۱۱)
- کره (فیلم ۲۰۱۱) (۲۰۱۱)
- مردگان متحرک (مجموعه تلویزیونی) (۲۰۱۱)
- موجه (مجموعه تلویزیونی) (۲۰۱۲)
- ترمز (فیلم) (۲۰۱۲)
- توریست سیاه (۲۰۱۲)
- استخوان‌ها (مجموعه تلویزیونی) (۲۰۱۲)
- هاوایی فایو-زیرو (۲۰۱۲)
- جبهه خودی (۲۰۱۳)
- موجودات زیبا (۲۰۱۳)
- ۱۳ گناه (۲۰۱۳)
- خون حقیقی (۲۰۱۴)
- قهرمان‌ها: تولد دوباره (۲۰۱۴)
- چیزهای عجیب (۲۰۱۷)
- مأموران شیلد (۲۰۱۷–۲۰۱۸)
- گوتی(۲۰۱۸)